# ريتشارد هورن
ريتشارد هورن (بالإنجليزية: Richard Horne)‏ هو لاعب دوري الرغبي بريطاني، ولد في 16 يوليو 1982 في كينغستون أبون هال في المملكة المتحدة.